# Richard Dedekind
Julius Wilhelm Richard Dedekind, född 6 oktober 1831 i Braunschweig, död 12 februari 1916 i Braunschweig, var en tysk matematiker.
Dedekind blev professor vid tekniska högskolan i Zürich 1858 och i Braunschweig 1862 samt emeritus med bibehållen rätt att föreläsa 1894. Dedekinds arbeten avhandlar nästan uteslutande talteori. Han gav bland annat ut Dirichlets föreläsningar i talteori, men publicerade även egna undersökningar. Hans eget arbete rörde främst de tal som är rötter till algebraiska likheter med heltalskoefficienter, de så kallade algebraiska talen. Inom detta området införde han även begreppet ideal, varigenom begreppet delbarhet kan definieras för de algebraiska talen i likhet med delbarhet för heltal. Idealbegreppet har sedermera generaliserats ytterligare inom den abstrakta algebran.